# 服部商店
株式会社服部商店（はっとりしょうてん）は、愛知県名古屋市中区丸の内二丁目18番1号に本社を置く化学製品を販売する企業。本項目では、関連会社である株式会社油辰商店（あぶたつしょうてん）についても解説する。

## 概要
服部商店は、1947年（昭和49年）に設立された工業薬品の製造、小分け、保管、販売を行う企業である。大手化学薬品メーカーから仕入れた硫酸、苛性ソーダを筆頭とした無機化学薬品を主に取り扱う。
また有機溶剤、高圧ガス、合成樹脂の販売、建築用シーリング材の販売、土壌改良剤の製造販売、廃液処理などを行う。
近年はセルロースナノファイバーの研究開発に力を入れている。
油辰商店は服部商店の子会社であり、硫酸、塩酸、次亜塩素酸ソーダ、液体苛性ソーダなどの希釈、食品添加物の小分け、配達、薬液注入工事用硬化剤の製造及び小分けなどの業務を行っている。
服部商店淀工場では、特殊接着剤、建築用シーリング材、塗料、樹脂、防水剤といった独自製品を製造している。

## 沿革
- 1947年（昭和22年）11月4日 - 株式会社服部商店を設立[3]。
- 1951年（昭和26年）6月 - 京都府京都市伏見区に淀工場を設立[3]。
- 1959年（昭和34年）3月 - 子会社として株式会社油辰商店を設立。
- 1969年（昭和44年）11月24日 - 油辰商店が東陽油槽、中央倉庫と共に預託金600万円を名古屋臨海鉄道に支払い[4]。
- 1970年（昭和45年）4月1日 - 油辰商店が汐見町駅の専用線を増設[4]。

## 事業所

### 服部商店
- 本社
愛知県名古屋市中区丸の内2丁目18番1号

- 淀工場・淀支店
京都市伏見区淀美豆町705番地

- 一宮支店・一宮倉庫
愛知県一宮市今伊勢町宮後字稲荷3-1

- 港倉庫
愛知県名古屋市港区船見町57番地

### 油辰商店
- 本社
愛知県名古屋市港区船見町57番地